# Mockai
Mockai (hist. pol. Maćkowo) – wieś na Litwie, w okręgu mariampolskim, w rejonie kalwaryjskim, w starostwie Sangrūda. W 2011 roku liczyła 211 mieszkańców.
Za Królestwa Polskiego był to folwark w guberni suwalskiej, w powiecie suwalskim, w gminie Maćkowo.
W 1884 roku gmina liczyła 12129 mórg obszaru i składała się z miejscowości Maćków (Maćkowo), Margotroki, Miklaszewo, Miklaszówka, Nowiniki, Olkśniany-Nowe, Olkśniany-Stare, Palnica, Radziszki, Rudniki, Rudka, San-Gruda, Świdziszki i Użukalnie.

## Do 1919 roku
Po odzyskaniu niepodległości przez Polskę i Litwę główna część powiatu suwalskiego pozostała przy Polsce; jedynie położona najdalej na wschód gmina Maćkowo (oprócz Olkśnian, które pozostały w Polsce) – przypadła w 1919 roku państwu litewskiemu.
Szkołę początkową w gminie Maćkowo prowadził nauczyciel Piotr Bendarowicz s. Jana i Katarzyny Cziwilis z Giedrojcie, powiat Podszyle. Ojciec Piotra, Jan Benderowicz dnia 13 sierpnia 1827 roku jak stwierdziła komisja rządowa — wyznań religijnych i oświecenia publicznego, przesłała biskupowi Mikołajowi J. Manugiewiczowi raport komisarza obwodu kalwaryjskiego i protokół śledztwa w sprawie krzyża przy wsi Dewoniszki, na terenie parafii Bartniki. W 1840 r. W 1824 roku krzyż ten wystawił Jan Benderowicz, woźny (pracownik sądowy) z miasta Kalwarii, urodzony w Dewoniszkach (wieś). Przy krzyżu licznie zbierała się okoliczna ludność Dewoniszek.